# Austinburg
Austinburg – jednostka osadnicza w Stanach Zjednoczonych, w stanie Ohio, w hrabstwie Ashtabula.